# Плавання на Чемпіонаті Європи з водних видів спорту 2018 — 400 метрів комплексом (жінки)
Змагання з плавання на дистанції 400 метрів комплексом серед жінок на Чемпіонаті Європи з водних видів спорту 2018 відбулися 3 серпня.

## Records
|                               | Спортсмен     | Країна   | Час     | Місто          | Дата           |
| ----------------------------- | ------------- | -------- | ------- | -------------- | -------------- |
| Світовий рекорд Рекорд Європи | Катінка Хоссу | Угорщина | 4:26.36 | Ріо-де-Жанейро | 6 серпня 2016  |
| Рекорд чемпіонату             | Катінка Хоссу | Угорщина | 4:30.90 | Лондон         | 16 травня 2016 |

## Результати

### Попередні запливи
| Місце | Заплив | Доріжка | Ім'я                  | Країна          | Час     | Примітки |
| ----- | ------ | ------- | --------------------- | --------------- | ------- | -------- |
| 1     | 3      | 3       | Фантін Лесеффре       | Франція         | 4:36.17 | Q        |
| 2     | 2      | 4       | Еймі Віллмотт         | Велика Британія | 4:38.28 | Q        |
| 3     | 3      | 4       | Іларія Кусінато       | Італія          | 4:39.02 | Q        |
| 4     | 2      | 6       | Сюзанна Якабош        | Угорщина        | 4:39.26 | Q        |
| 5     | 3      | 5       | Анна Мілі             | Велика Британія | 4:39.52 | Q        |
| 6     | 2      | 5       | Каталіна Корро        | Іспанія         | 4:40.69 | Q        |
| 7     | 2      | 2       | Аня Кревар            | Сербія          | 4:40.99 | Q        |
| 8     | 2      | 3       | Карлотта Тоні         | Італія          | 4:42.06 | Q        |
| 9     | 3      | 7       | Алессія Поліері       | Італія          | 4:42.07 |          |
| 10    | 3      | 2       | Еббі Вуд              | Велика Британія | 4:43.80 |          |
| 11    | 3      | 1       | Вікторія Камінська    | Португалія      | 4:44.22 |          |
| 12    | 2      | 1       | Барбора Завадова      | Чехія           | 4:46.87 |          |
| 13    | 3      | 6       | Вікторія Зейнеп Гюнеш | Туреччина       | 4:47.63 |          |
| 14    | 2      | 7       | Сірілль Дюамель       | Франція         | 4:48.32 |          |
| 15    | 2      | 8       | Пауліна Жуковська     | Польща          | 4:49.76 |          |
| 16    | 3      | 8       | Александра Кноп       | Польща          | 4:51.65 |          |
| 17    | 1      | 4       | Вілма Руотсалайнен    | Фінляндія       | 4:56.41 |          |
| 18    | 1      | 3       | Шахар Менехем         | Ізраїль         | 4:58.42 |          |
| 19    | 3      | 0       | Ірина Кривоногова     | Росія           | 4:58.73 |          |
| 20    | 1      | 5       | Ніколета Трнікова     | Словаччина      | 5:02.59 |          |
| 21    | 2      | 0       | Лія Полонскі          | Ізраїль         | 5:05.48 |          |

### Фінал[1]
| Місце | Доріжка | Ім'я            | Країна          | Час     | Примітки |
| ----- | ------- | --------------- | --------------- | ------- | -------- |
| 1     | 4       | Фантін Лесеффре | Франція         | 4:34.17 |          |
| 2     | 3       | Іларія Кусінато | Італія          | 4:35.05 |          |
| 3     | 2       | Анна Мілі       | Велика Британія | 4:35.34 |          |
| 4     | 5       | Еймі Віллмотт   | Велика Британія | 4:35.77 |          |
| 5     | 6       | Сюзанна Якабош  | Угорщина        | 4:38.48 |          |
| 6     | 7       | Каталіна Корро  | Іспанія         | 4:38.83 |          |
| 7     | 8       | Карлотта Тоні   | Італія          | 4:40.18 |          |
| 8     | 1       | Аня Кревар      | Сербія          | 4:41.40 |          |